# Trận Torino
Cuộc vây hãm Torino do Công tước Orléans và Thống chế De la Feuillade phát động từ tháng 5 cho tháng 9 năm 1706 nhằm vào thành phố Torino của Công quốc Savoia trong cuộc Chiến tranh Kế vị Tây Ban Nha. Trước tình hình đó, Tổng tư lệnh Quân đội Đế quốc La Mã Thần thánh là Vương công Eugène de Savoie-Carignan đã tổ chức một cuộc hành binh hiển hách về cứu nguy Turin, và hợp binh với Quận công xứ Savoia. Không thể chọc thủng hệ thống phòng ngựu của Turin hoặc là buộc thành phố này phải đầu hàng, quân đội Pháp bị quân cứu viện của hai ông tấn công vào ngày 7 tháng 9 và đánh tan tác trong Trận Stura. Bất chấp ưu thế vượt trội về quân số của Pháp, quân đội Đồng minh đã gây cho cho quân Pháp thiệt hại rất lớn trong một chiến dịch có thể được xem là huy hoàng nhất trong cuộc chiến (ngay cả Thống chế Ferdinand de Marsin của Pháp cũng bị bắt làm tù binh ở Stura). Quân Pháp buộc phải bỏ vây Turin và bắt đầu rút chạy khỏi miền Bắc Ý. Cùng với thảm họa đương thời của quân Pháp tại Flanders—khi mà một lực lượng của Pháp bị Quận công Marlborough của Anh tiêu diệt hoàn toàn trong trận Ramillies—trận Turin đã đánh dấu năm 1706 là "năm thảm họa" (annus horribilis) của Pháp dưới thời vua Louis XIV.
Thắng lợi quyết định của Eugène tại Torino tại đã góp phần mang lại tiếng tăm cho ông như một chỉ huy quân sự tài năng. Trận đánh đã khẳng định quyền làm chủ của quân Đồng minh trên toàn vùng Milano và Lombardia, dứt điểm được mặt trận Ý của cuộc chiến. Ngoài ra, do đã đóng một vai trò hết sức quan trọng trong chiến thắng Torino, thanh thế của quân đội Phổ cũng như người chỉ huy của họ là Leopold I xứ Anhalt-Dessau gia tăng đáng kể.